# Celedai Anianus
Celedai Anianus (4–5. század) ókeresztény író.
Diakónus volt, s 419 előtt adott ki egy – azóta elveszett – iratot, amelyben a pelagianista eszméket védelmezte, s erőteljesen támadta Szent Jeromost. Ő az egyetlen, akit Dión Khrüszosztomosz 5. századi latin fordítói közül név szerint is ismerünk. 419 és 421 közt készítette el a Máté evangéliumát magyarázó kilencven homília fordítását. Az, hogy ő lett volna Dión Khrüszosztomosz többi homíliájának is a fordítója, még nem bizonyított.